# Homo ergaster
Homo ergaster är det namn som en del forskare använder för fossil av människor i släktet Homo som levde i östra och södra Afrika mellan 1,9 och 1,4 miljoner år sedan, i samband med den globala avkylningen av klimatet under äldre pleistocen.  Andra forskare räknar samma fossil inom arten Homo erectus.
H. ergaster hade en skallvolym mellan 750 och 800 cm3, och hade inte lika hög grad av sexuell dimorfism som tidigare hominider. H. ergaster antas ha varit ungefär 1,80 m långa, ungefär lika långa som moderna Homo sapiens, medan Homo erectus kan ha varit något längre.
Artnamnet ergaster kommer från grekiskans ord för arbetare. Namnet valdes efter upptäckten av flera verktyg som stenyxor och stenklyvare nära skelettlämningar av H. ergaster.  Brända djurben i kökkenmöddingar och rester av boplatser har tolkats som att arten även hanterade eld, men detta är synnerligen omstritt. Det mest kända fyndet av Homo ergaster är Turkanapojken.